# 파이어 엠블렘 히어로즈
《파이어 엠블렘 히어로즈》는 인텔리전트 시스템즈가 개발하고 닌텐도가 배급하는 부분 유료화 전략 롤플레잉 게임이다. 《파이어 엠블렘》 시리즈의 캐릭터들이 등장하는 모바일 외전작으로, 안드로이드 및 iOS용으로 2017년 2월 2일 처음 출시됐다.
2020년 기준으로 전세계 수익이 6억 5600만 달러를 돌파해 닌텐도의 모바일 게임 중 가장 높은 수익을 올린 게임이 됐다.

## 줄거리
《파이어 엠블렘 히어로즈》의 무대는 서로 전쟁하는 두 국가 아스크와 엠블라이다. 플레이어는 이름을 임의로 지을 수 있는 주인공 '소환사'의 역할을 맡아 아스크 왕국의 와이스 브레이브즈 기사단을 돕는다. 아스크측의 주요인물로 사령관 안나, 왕자 알폰스와 공주 샤론이 있으며, 엠블라측의 주요 인물은 공주 베로니카와 왕자 브루노이다. 양 세력 모두 타 《파이어 엠블렘》 시리즈의 인물들을 영웅으로서 소환해 전투에 활용한다.
게임의 세계관은 전체적으로 노르드 신화에 기반했다. 두 전쟁국가의 이름은 노르드 신화의 최초 인간 아스크와 엠블라에서 따왔으며, 제2부부터 등장하는 왕국들은 니플헤임, 무스펠스헤임, 헬헤임에 바탕을 뒀다.

## 개발
2016년 4월, 닌텐도는 DeNA와의 협력으로 제작하는 모바일 게임 프로젝트로서 《파이어 엠블렘》과 《동물의 숲》 모바일 게임을 제작할 것이라고 함께 최초로 발표했다. 《파이어 엠블렘》 시리즈 제작사 인텔리전트 시스템즈는 《히어로즈》가 모바일 환경에 맞도록 게임개발을 보조했다. 이후 2017년 1월, 파이어 엠블렘 다이렉트에서 게임 제목 '파이어 엠블렘 히어로즈'과 함께 자세한 정보가 공개됐다. 직후 닌텐도는 해당 게임에 시리즈 중 어떤 인물들이 출연하고 싶은지에 대한 온라인 투표를 개시해 홍보했다. 2017년 2월 2일, 안드로이드와 iOS 휴대전화로 《파이어 엠블렘 히어로즈》가 39개국에서 정식으로 발매됐다. 닌텐도의 전 모바일 게임 《슈퍼 마리오 런》처럼 플레이 중 항시 인터넷 연결이 필요하다.

## 반응
출시 당시 《파이어 엠블렘 히어로즈》는 리뷰 애그리게이터 웹사이트 메타크리틱에서 "복합적인 평가"를 얻었다.

## 참조

### 내용주
1. ↑  DeNA가 서비스 기반 시설, 마이 닌텐도 연동 및 개발보조 담당
2. ↑  영어: Fire Emblem Heroes, 일본어: ファイアーエムブレム ヒーローズ